# Fab Morvan

Fabrice (Fab) Morvan (Parijs, 14 mei 1966) is een Franse zanger en tekstschrijver. Hij was vroeger bekend als de helft van het popduo Milli Vanilli, dat hij van 1988 tot 1991 samen met Rob Pilatus vormde. In die enkele jaren werden enorme successen geboekt. Er werd een oplage bereikt van zeker 45 miljoen. Hun tweede album haalde in de Verenigde Staten zes maal platina. Later bleek hij deel uit te maken van een van de grootste schandalen in de geschiedenis van de popmuziek toen bleek dat de jongens zowel op de plaat als tijdens concerten niet echt zongen.

## Jeugd
Morvan werd geboren als zoon van een architect en een apotheker. In zijn jeugd was hij bezeten van de muziek van The Beatles, Queen en de Jackson 5.
Op 18-jarige leeftijd verhuisde hij naar Duitsland, waar hij een nieuw genre van muziek ontdekte zoals Run DMC, Prince, en soul en funk muziek. In die periode leerde hij Rob Pilatus kennen in een club in München. Ze konden elkaar vinden in hun gezamenlijke muziekgenre en vormden een rock/soul groep. 

## Geflopt project van de Duitse producer Ralph Siegel
Rond 1987 waren Morvan en Pilatus een korte tijd leden van een act dat geproduceerd was door Ralph Siegel die vooral bekend is van inzendingen voor het Eurovisiesongfestival. Samen met een zangeres verschenen ze enkele keren op de Duitse televisie als Empire Bizarre  Succes bleef uit. Siegel vond ze geen geweldige zangers maar vond ze met medewerking van een achtergrondkoortje wel opneembaar. 

## Onder contract bij de succesvolle Duitse producer Frank Farian
Een bezoek op het juiste moment aan de studio van Frank Farian die wereldwijd succes boekte met Boney M. had als resultaat dat de heren de "visual performers" werden van Milli Vanilli wat te zien is als een studio project. De producer wist niet wat hij voor Morvan en Pilatus kon betekenen. De Milli Vanilli carrière hebben ze te danken aan de toenmalige vrouw van Farian die destijds ook diens secretaresse (onder de naam Millie) was. Ze koppelde de heren aan een kant en klaar liggend nummer dat al of niet voorlopig was ingezongen door studiozangers. Farian besloot ze als visual performers dat nummer, getiteld Girl you know it's true, onder Milli Vanilli te laten lanceren. Al of niet tegen afspraken in werd er door Morvan en Pilatus nooit op Milli Vanilli producties gezongen. Het hele team verspreide een "zelf zingen" verhaal. 
Op 15 november 1990 bekende Farian echter dat Fab en Rob niet zelf zongen. Vier dagen later werd hun Grammy teruggevorderd. Een rechtbank in Amerika kende aan ieder persoon die hun album had gekocht het recht op teruggave van de aankoopsom toe.

## Activiteiten na de officiële Milli Vanilli periode

### jaren 90
Maanden na het schandaal verschenen Rob en Fab in enkele reclamespots. Ondertussen verhuisden ze naar Los Angeles, waar ze een titelalbum uitbrachten onder de naam "Rob & Fab". Dit album flopte echter.
Fab Morvan begon in 1998 als diskjockey bij radiostation KIIS-FM in Los Angeles. In 1999 trad hij ook solo op voor 50.000 mensen tijdens het uitverkochte Wango Tango-festival in het Dodger Stadium. In 2000 was hij te zien in een BBC-documentaire over Milli Vanilli.

### de jaren 2000 - 2010
In 2003 kwam Morvans eerste soloalbum uit, Love Revolution, dat hij zelf geschreven, gezongen, opgenomen en geproduceerd had. Zijn album werd door HITS Magazine omschreven als "solodebuut van indrukwekkend uitgevoerde pop-rock en onweerstaanbare eilandritmes. Een opmerkelijke hergeboorte die gehoord moet worden."
Op 15 februari 2007 maakte Universal Pictures bekend dat gewerkt werd aan een film, gebaseerd op het verhaal van Milli Vanilli met al hun hoogte- en dieptepunten, alsook hun verlies van de Best New Artist Grammy-Award.
In september 2007 nam Morvan een single op met de Haagse band R.O.O.O.M. Ze kwamen met elkaar in contact via radiostation 100%NL tijdens een nacht om live op de radio een nummer te componeren. Morvan was gecharmeerd van de muzikaliteit van de band en zo ontstond de single "Don't You".

### de jaren 2000 - heden
In recentere jaren is Morvan o.a. in het Duitse Zdf programma Zdf Fernsehgarten verschenen samen met de inmiddels overleden Milli Vanilli studio zanger Johnny Davis als Milli Vanilli Face meets Voice.
Morvan treedt nog steeds op, voornamelijk tijdens festivals en gaf in Nederland in 2017 een optreden in Paradiso. Zijn eigen zangkunst ( via solo projecten en live zang) heeft echter nog steeds niet het grote publiek bereikt.

#### Samenwerking met de Nederlandse rapper Ray Slijngaard
Morvan hoopt op een doorbraak via een in 2024 tot stand gekomen samenwerking met Ray Slijngaard van 2 Unlimited. In Nederland werd op 9 augustus de single Be the one uitgebracht.  Onder Future Love, een duo waarvan beiden door de hel van de muziekindustrie zijn gegaan zei Morvan in SBS Shownieuws.

## Discografie

### Singles
| Single met hitnotering(en) in de Vlaamse Ultratop 50 | Datum van verschijnen | Datum van binnenkomst | Hoogste positie | Aantal weken | Opmerkingen |
| ---------------------------------------------------- | --------------------- | --------------------- | --------------- | ------------ | ----------- |
| "Sweet summer lovin"'                                | 2013                  | 20-07-2013            | tip94*          |              |             |
| "Anytime"'                                           | 2010                  | 01-11-2010            | tip1*           |              |             |